# Pusta

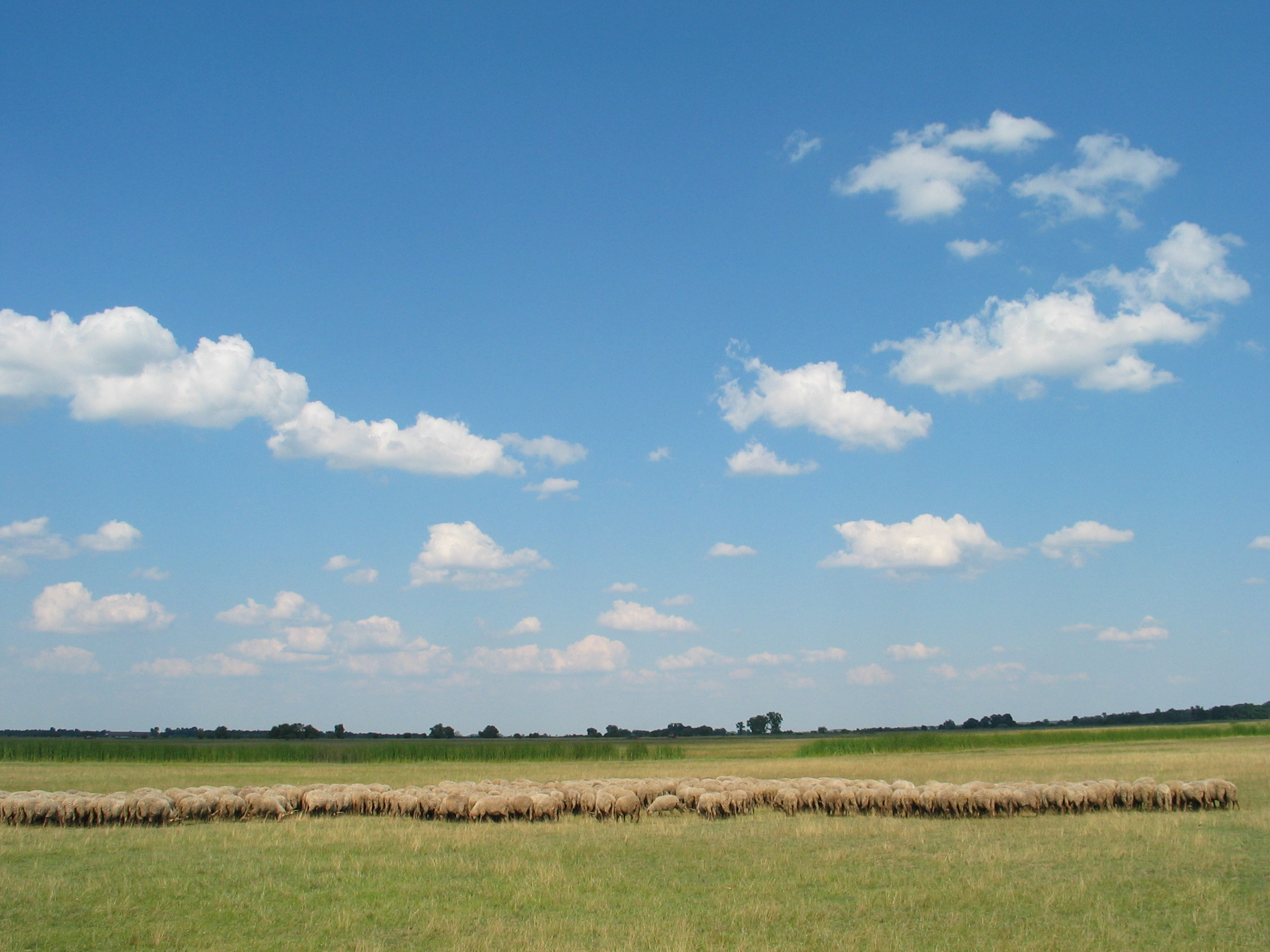
Hortobágy nationalpark

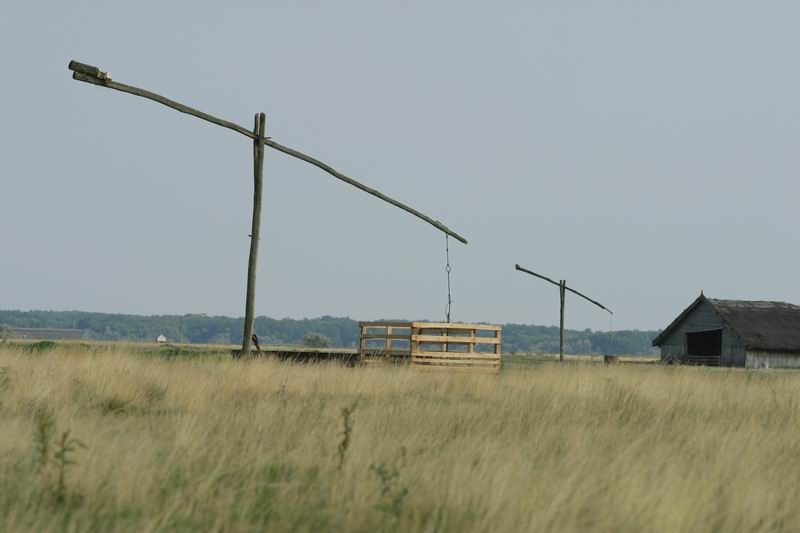
"Gémeskút" på Hortobágypusztan

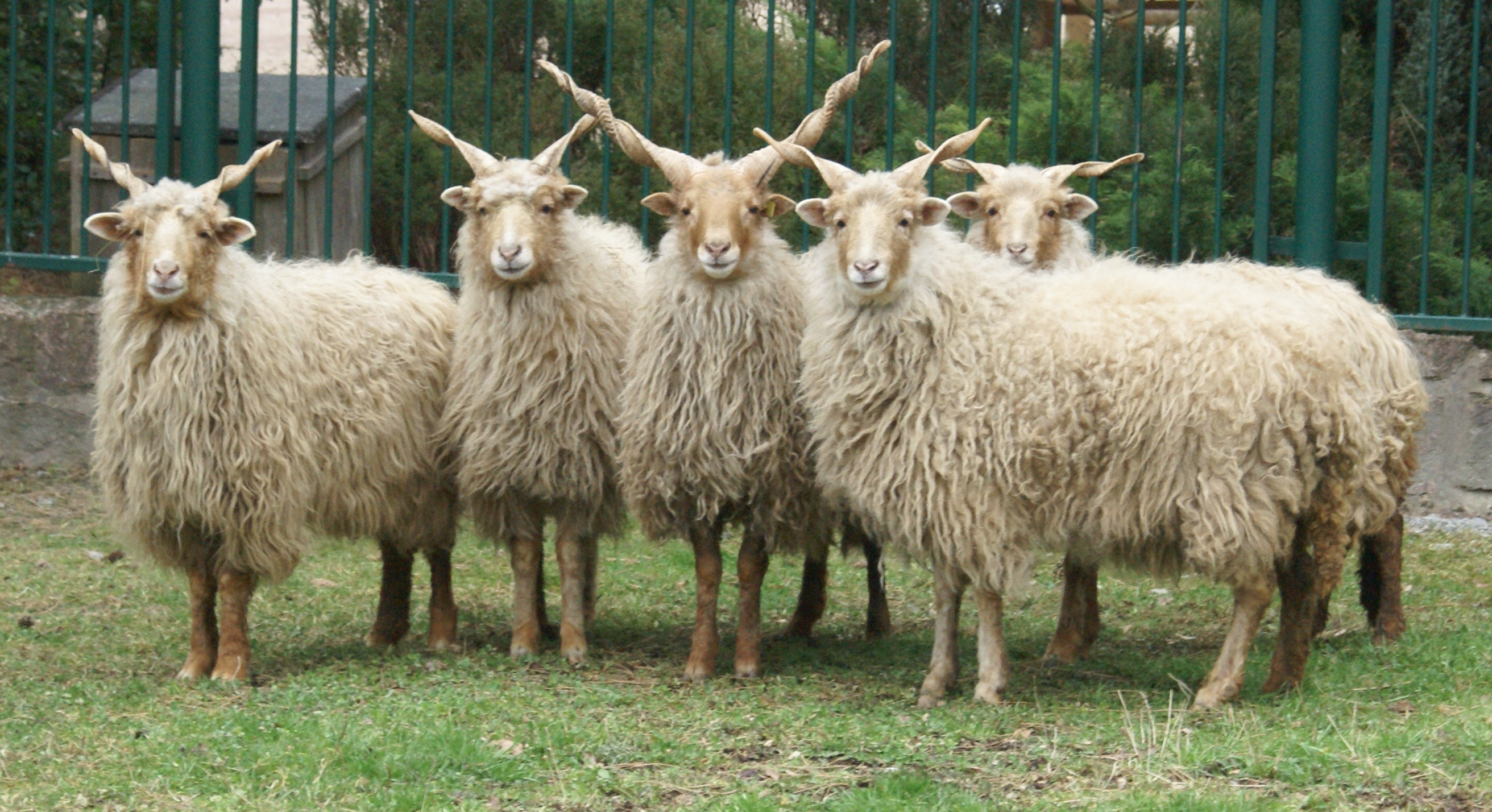
En liten flock rackafår, karakteristiska för den ungerska pusztan.

Pusta (ungerska: puszta, uttalas "possta") är begrepp som ofta associeras till det traditionella ungerska landskapet. Det syftar oftast på stäppartade områden inom det stora ungerska slättlandet. Puszta kommer av ett adjektiv med samma form, vilket betyder "kal, tom, berövad". Det kan även betyda en avlägset liggande lantgård omgiven av fält, och kan i den betydelsen ingå i vissa ortnamn. 
Sedan 1999 är en del av området en nationalpark (Hortobágy nationalpark) med typiska miljöer och tidigare typisk extensiv djurhållning. Nationalparken är även ett världsarv.

## Historia
I bestämd form och med stort P, Pusztan (eller Pustan), syftar begreppet på flacka och trädfattiga områden i Alföld i den södra och östra delen av landet. Området var ursprungligen bebott av herdar, med nötboskap, får och hästar. På 1800-talet var "pusztaromantik" - med herdar, "cowboys", laglösa, sköna krog (csárda)-madamer, musik och dans ("csárdás") - spridd även till huvudstaden och utlandet där namnet Puszta/Pusta fått en viss spridning.

## Vegetation
Fjädergräs, (Stipa pennata), är en av de växter som sätter sin prägel på pusztans vegetation. Skärmfjällens borst är 25–30 centimeter långa. Den växer i Sverige endast sällsynt (på tre platser på Falbygden). 

## Agrikultur
Idag har stora delar av pusztan uppodlats. Detta började redan den andra halvan av 1800-talet. Man har grävt diken och reglerat vattenvägar för att förhindra de översvämningar som tidigare gjorde området svårodlat.

## Bildgalleri från Hortobágy nationalpark

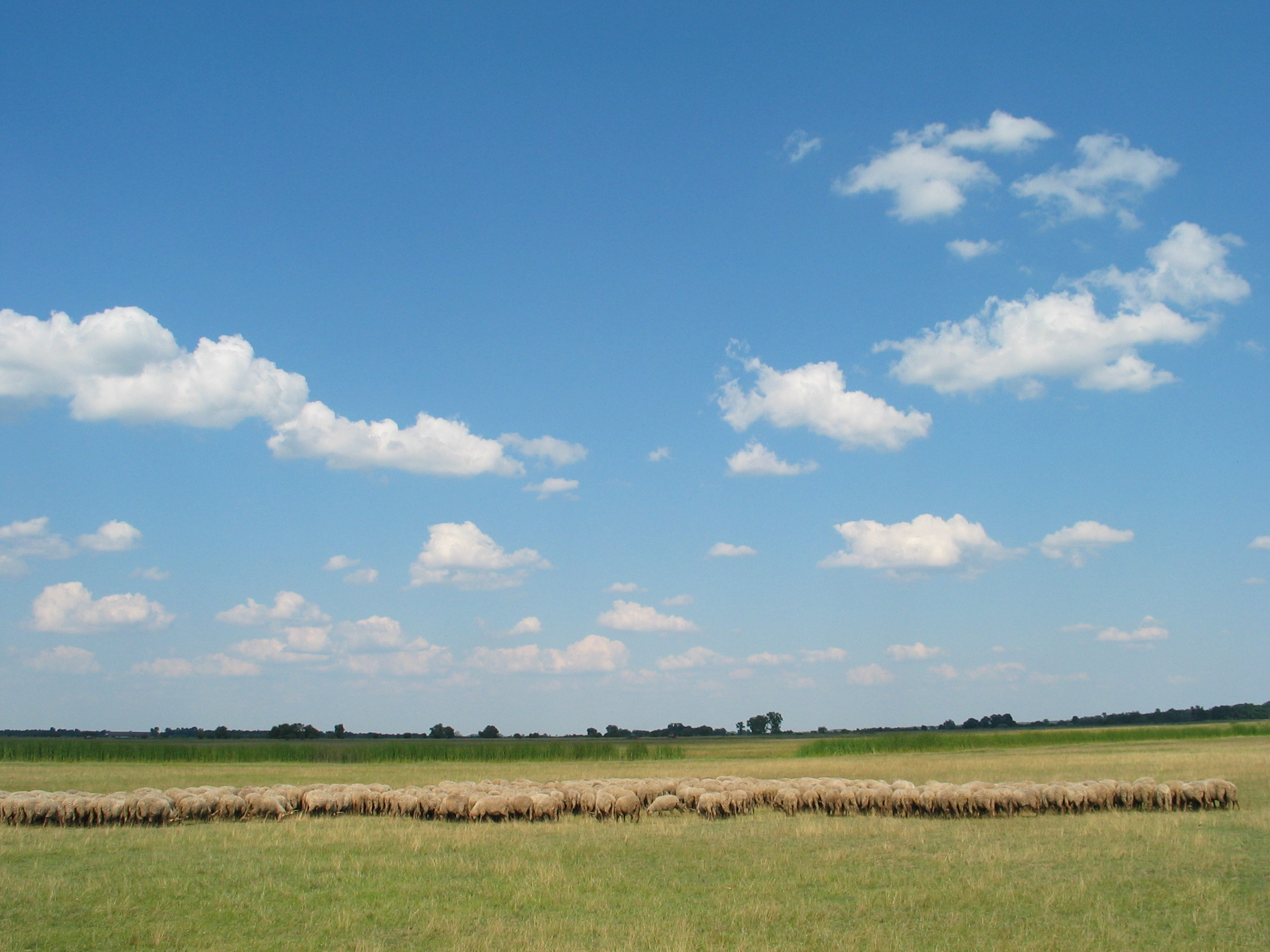
Racka
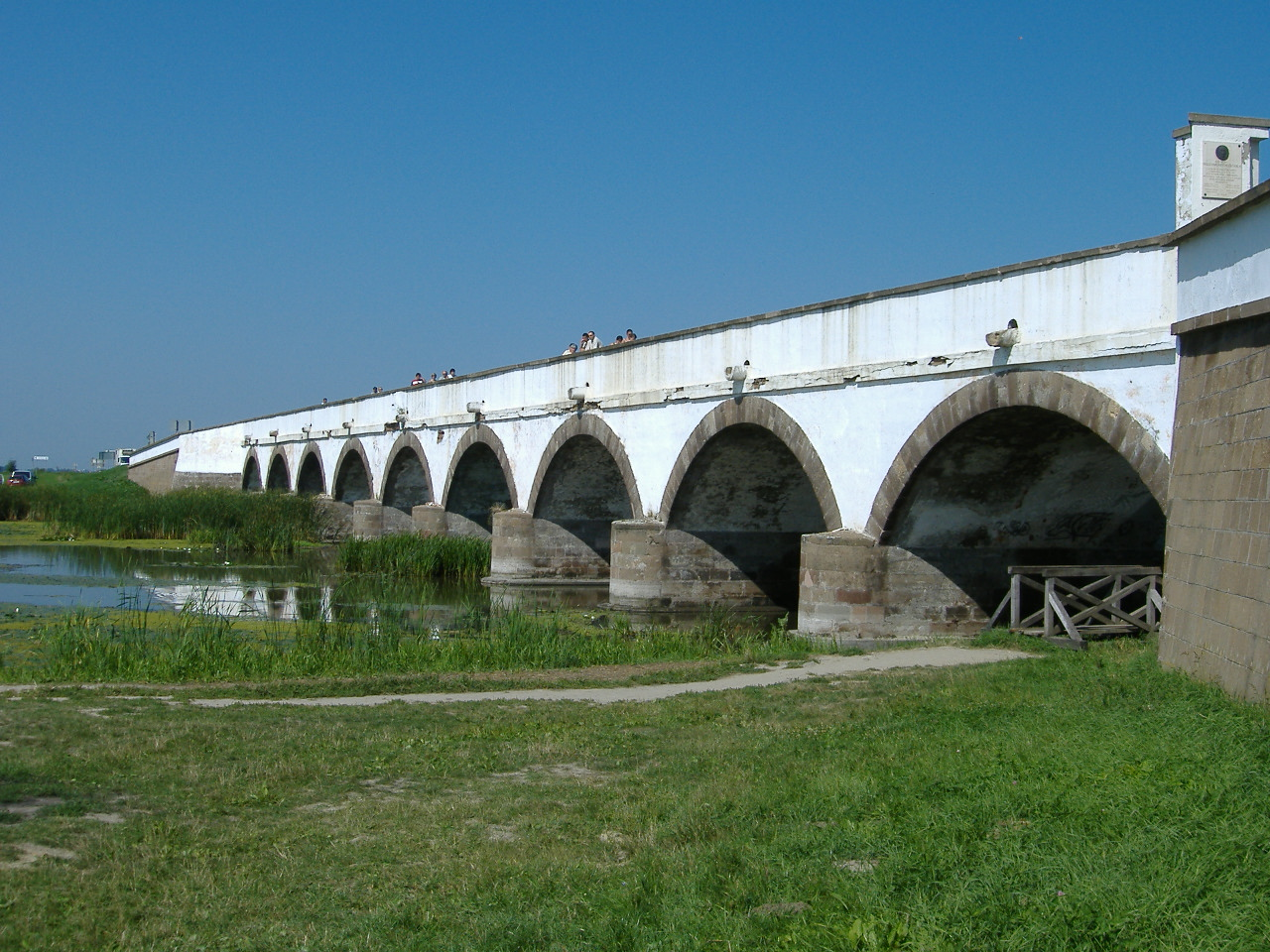
Bro med nio bågar
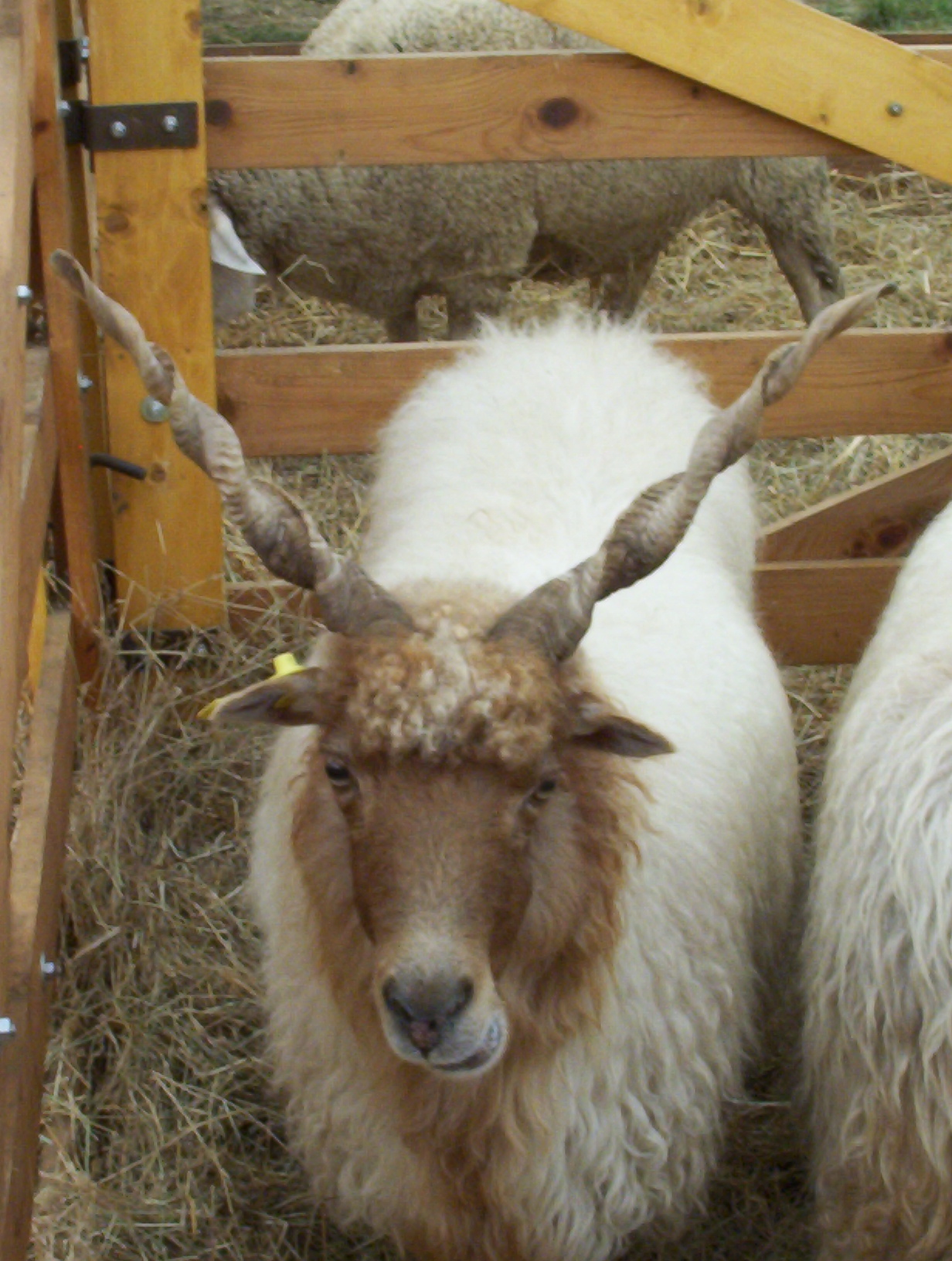
Rackafår
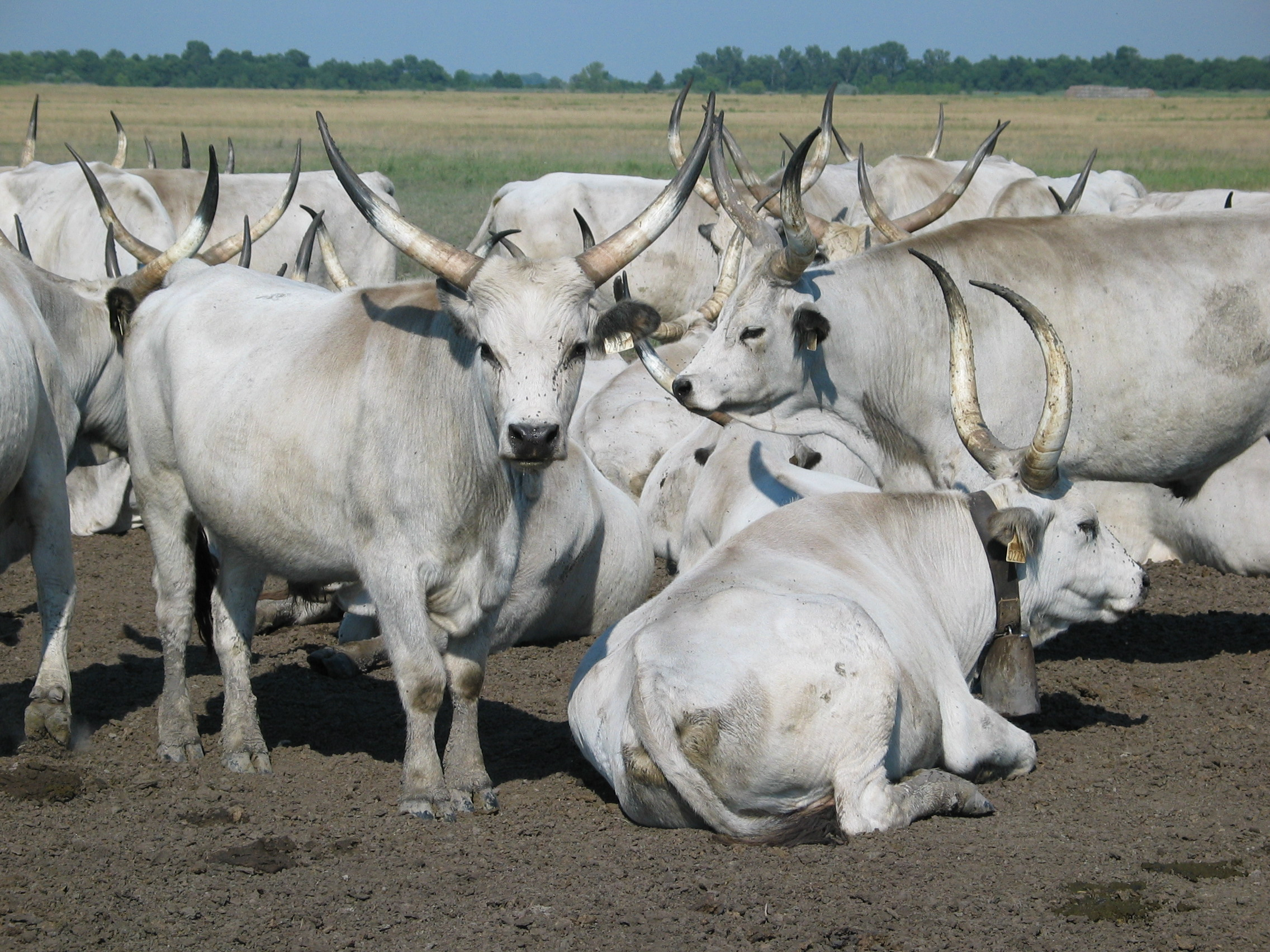
Ungersk gråboskap
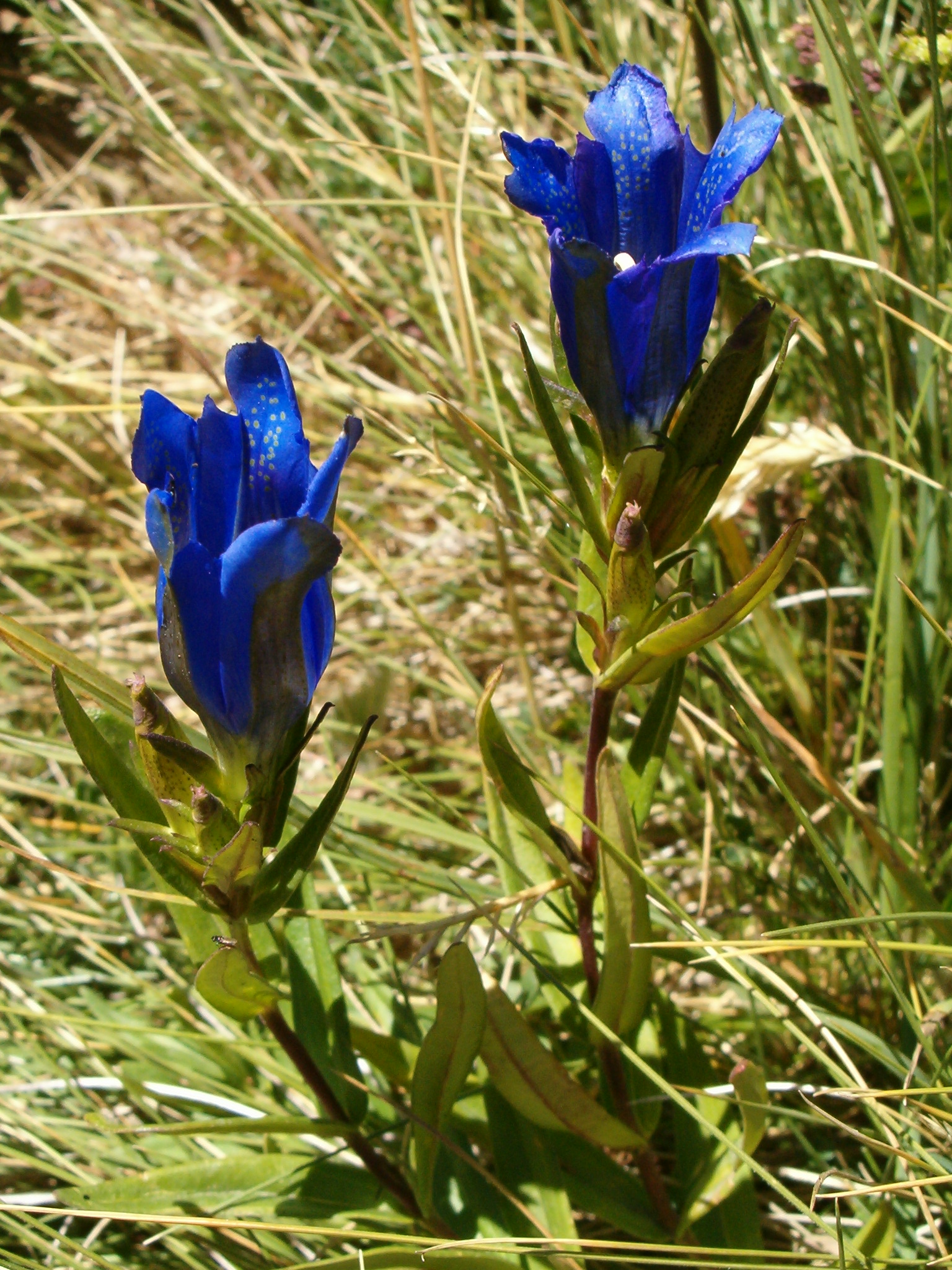
Klockgentiana
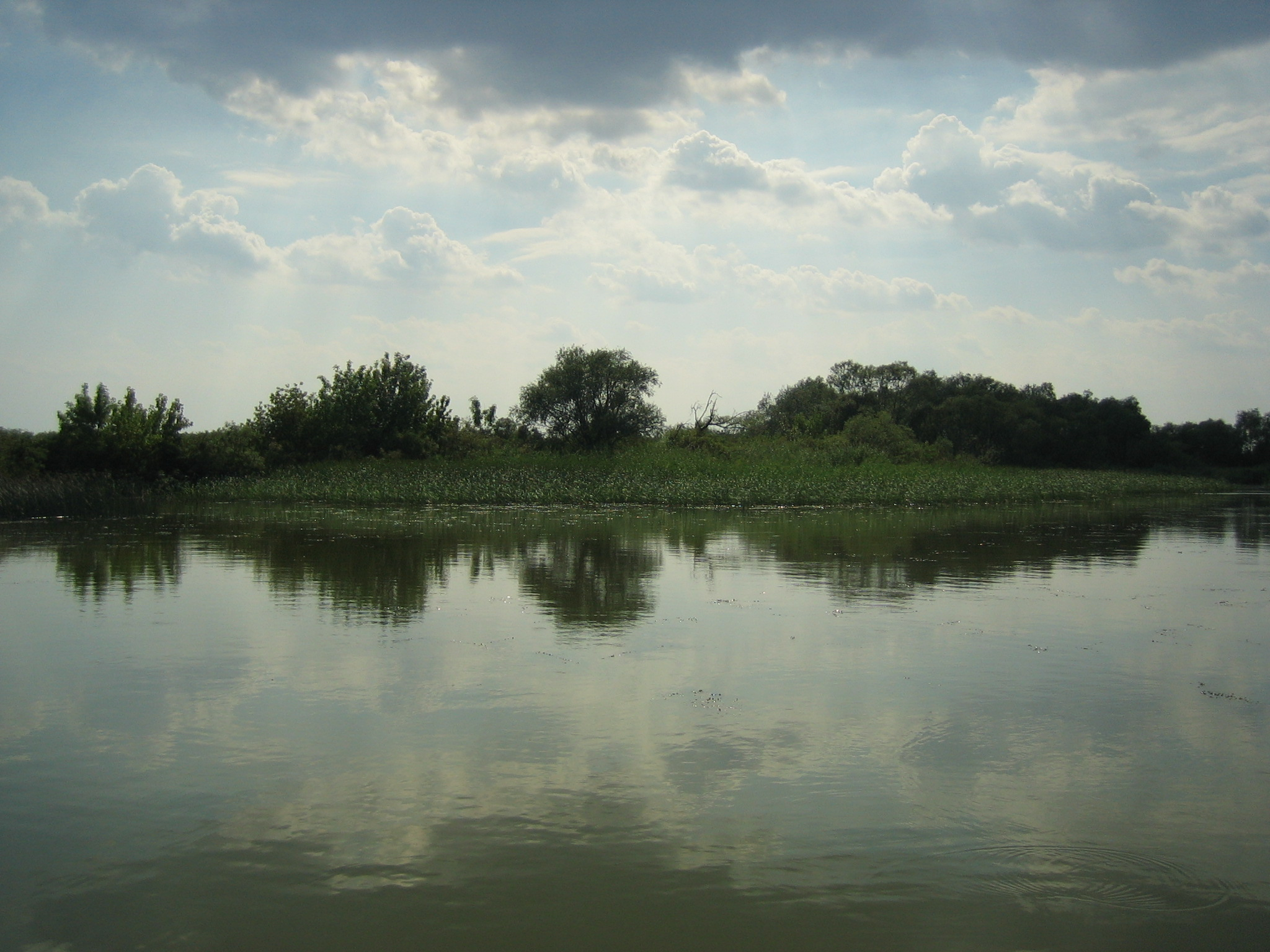
Tiszasjön
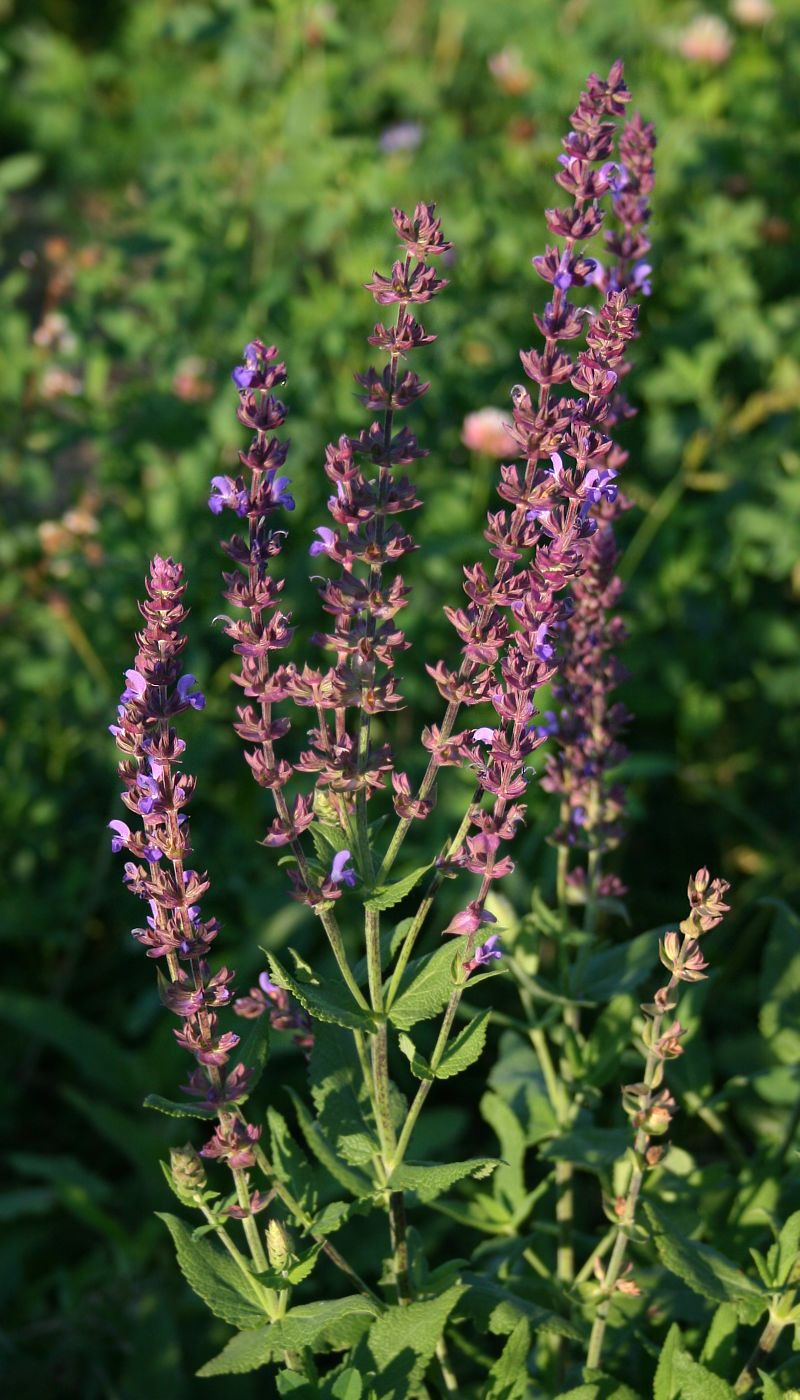
Salvia
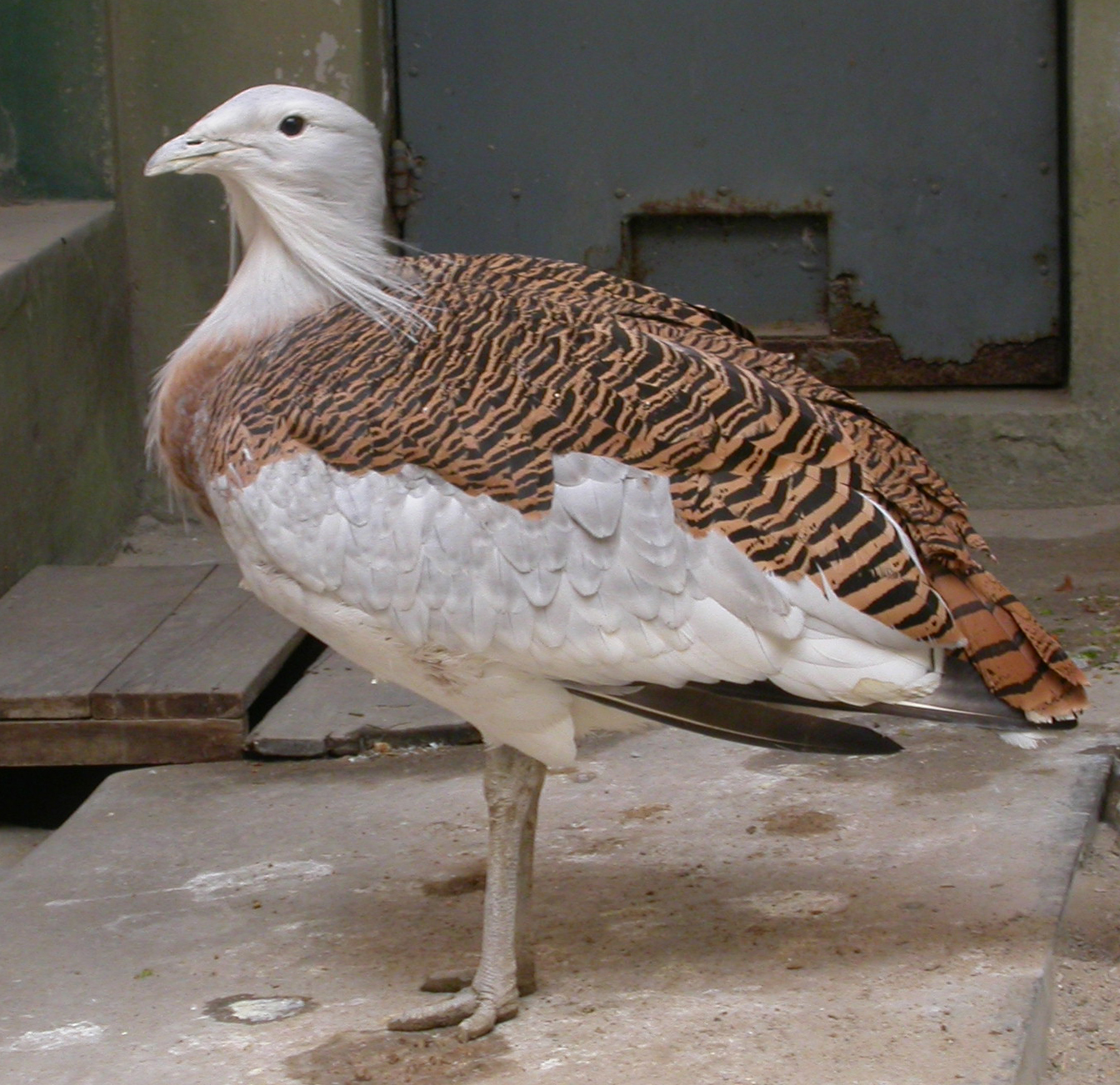
Stortrapp
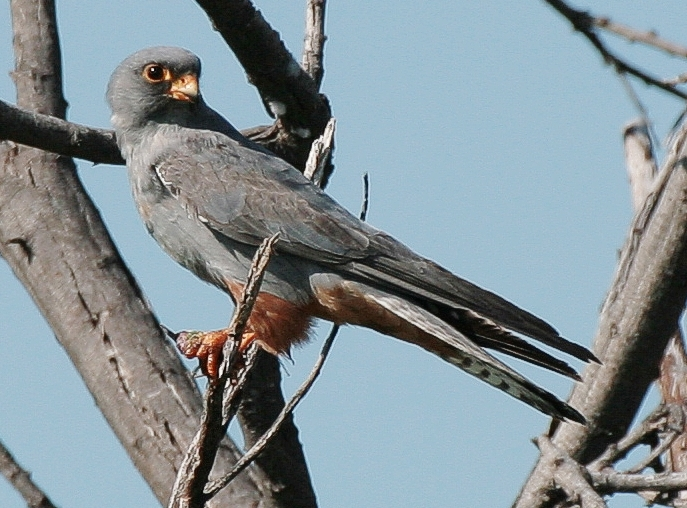
Aftonfalk
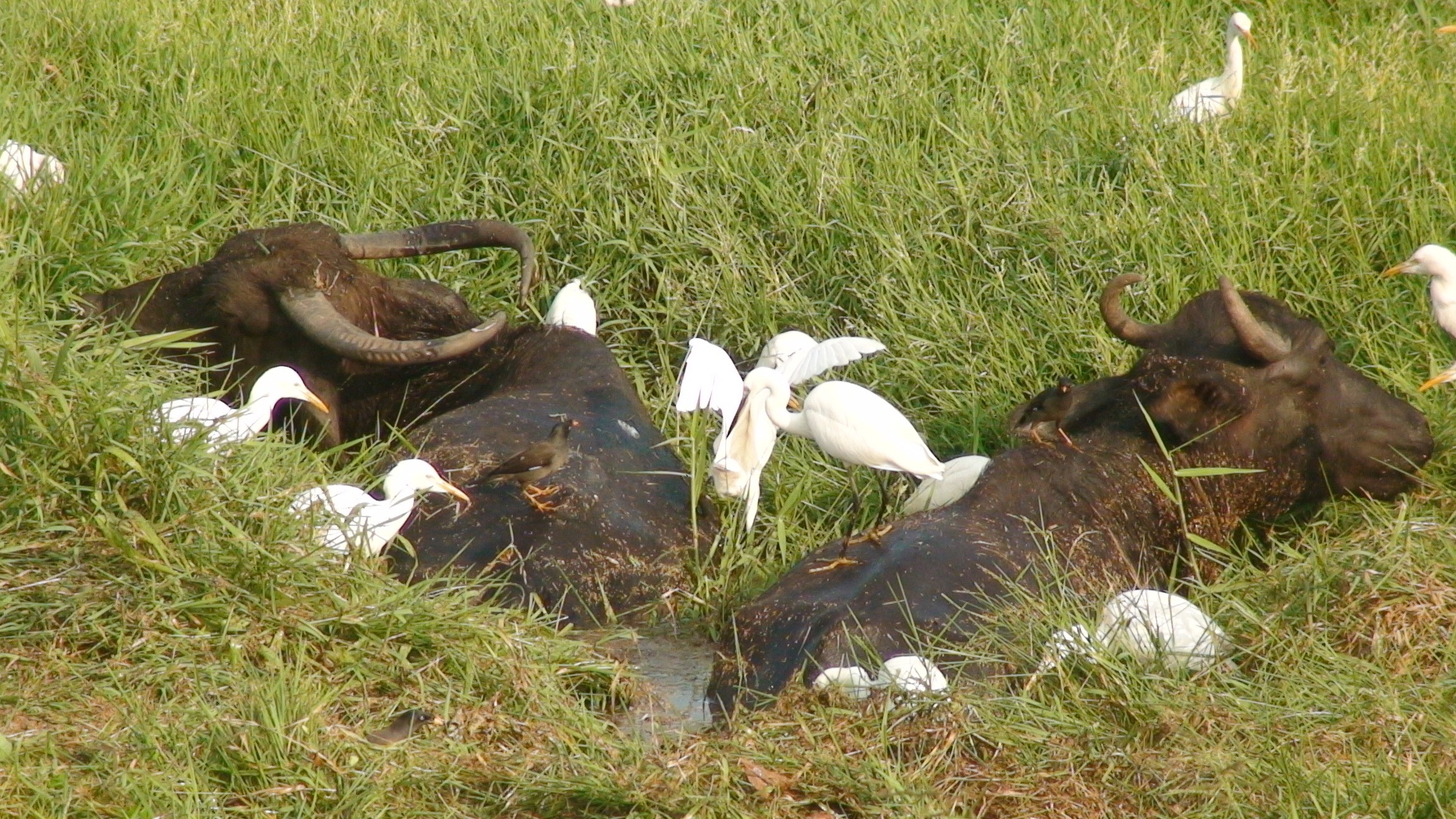
Vattenbuffel